# Ria Stalman
Maria ("Ria") Geertruida Stalman (Delft, 1951. december 11. –) olimpiai bajnok holland diszkoszvetőnő.
1984-ben megnyerte a diszkoszvetés számát a Los Angeles-i olimpiai játékokon. A döntőben fél méterrel dobott nagyobbat mint a végül ezüstérmes Leslie Deniz. Ebben az évben megkapta Az év holland sportolónője díjat is.
1984. július 14-én 71,22 métert dobott, amivel máig ő tartja a női holland rekordot.